# Owner Free File System

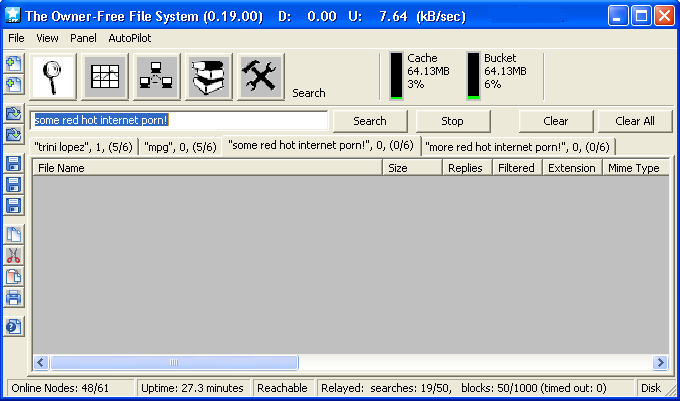
Owner Free File System

Owner Free File System är ett datasystem som bygger på att en kopia aldrig lagras i fildelningsnätverket. Owner Free File System förkortas ofta off.